# Monomorfizm

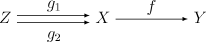
Diagram przemienny monomorfizmu

Monomorfizm – w teorii kategorii morfizm {\displaystyle f\colon X\to Y} mający lewostronną własność skracania w tym sensie, że dla wszystkich morfizmów {\displaystyle g_{1},g_{2}\colon Z\to X} zachodzi:
{\displaystyle f\circ g_{1}=f\circ g_{2}\Rightarrow g_{1}=g_{2}.}
Wielu autorów książek o algebrze abstrakcyjnej i uniwersalnej definiuje monomorfizm jako homomorfizm różnowartościowy (iniektywny). Każdy monomorfizm w ten sposób zdefiniowany jest monomorfizmem w sensie teorii kategorii; mimo wszystko istnieją kategorie, w których się one nie pokrywają. Pojęciem dualnym do monomorfizmu jest epimorfizm.

## Związek z odwracalnością
Przekształcenia lewostronnie odwracalne są monomorfizmami: jeśli {\displaystyle l} jest lewostronną odwrotnością {\displaystyle f,} tzn. {\displaystyle l\circ f=\operatorname {id} _{X},} to {\displaystyle f} jest monomorfizmem, gdyż
{\displaystyle f\circ g_{1}=f\circ g_{2}\Rightarrow lfg_{1}=lfg_{2}\Rightarrow g_{1}=g_{2}.}
Przekształcenia lewostronnie odwracalne nazywa się sekcjami albo koretrakcjami.
Przekształcenie {\displaystyle f\colon X\to Y} jest monomorfizmem wtedy i tylko wtedy, gdy przekształcenie indukowane {\displaystyle f_{*}\colon \operatorname {Hom} (Z,X)\to \operatorname {Hom} (Z,Y)} zdefiniowane dla wszystkich morfizmów {\displaystyle h\colon Z\to X} wzorem {\displaystyle f_{*}h=f\circ h} jest różnowartościowe dla wszystkich {\displaystyle Z.}

## Monomorfizm normalny
Monomorfizm jest normalny, jeśli jest jądrem jakiegoś morfizmu. Jeśli każdy monomorfizm pewnej kategorii jest normalny, to nazywamy ją kategorią normalną.
W kategorii Gr każdy monomorfizm można utożsamić z włożeniem homomorficznym jednej grupy w drugą. Monomorfizm ten jest normalny, jeśli obraz grupy wkładanej jest dzielnikiem normalnym tej drugiej. Dlatego kategoria Gr nie jest normalna. Natomiast kategorie Ab i Vect są kategoriami normalnymi.

## Literatura dodatkowa
- Bucur I., Deleanu A.: Introduction to the Theory of Categories and Functors (tłum. ros.). Москва: Мир, 1972. Brak numerów stron w książce
- Jiří Adámek, Horst Herrlich, George E. Strecker: Abstract and Concrete Categories. 2005-01-18. [dostęp 2011-08-26]. (ang.).